# بخش آچایا
منطقه اکایا (به اسپانیایی: Achaya District) یک سکونتگاه مسکونی در پرو است که در منطقه پونو واقع شده‌است.

## خصوصیات
منطقه اکایا ۱۳۲٫۲۳ کیلومترمربع مساحت و ۳٬۷۷۰ نفر جمعیت دارد و ۳٬۸۴۶ متر بالاتر از سطح دریا واقع شده‌است.